# Dennis Morrison
Dennis Morrison (Pico Rivera, 18 maggio 1951) è un ex giocatore di football americano statunitense che ha giocato nel ruolo di quarterback per i San Francisco 49ers della National Football League (NFL). Al college giocò a football alla Kansas State University.

## Carriera professionistica
Morrison fu scelto nel corso del quattordicesimo giro (357º assoluto) del Draft NFL 1973 dai San Francisco 49ers, senza scendere mai in campo nella sua stagione da rookie. Debuttò nella stagione successiva disputando anche due gare come quarterback titolare passando complessivamente 227 yard, un touchdown e subendo cinque intercetti. A fine stagione si ritirò dal football professionistico.

## Vittorie e premi
Nessuno

## Statistiche
| Yard passate      | 227  |
| Touchdown         | 1    |
| Intercetti subiti | 5    |
| Passer rating     | 21,9 |